# 4-MeO-PCP
4-метоксифенциклидин (метоксидин, 4-MeO-PCP) — диссоциативный анестетический препарат, обладающий галлюциногенными и седативными свойствами. Диссоциативные эффекты этого вещества сопоставимы с кетамином. 4-MeO-PCP более активный в качестве NMDA-антагониста, в то же время имеет такую же действенность как ингибитор обратного захвата дофамина.
Также известен позиционный изомер 3-MeO-PCP. Будучи примерно в 5 раз более потентным по весу, чем 4-метокси изомер, он имеет такую же активность, как PCP. 4-MeO-PCP, как сообщается, изначально был продан в Великобритании в 2008 году как дизайнерский наркотик и вещество для исследований компанией CBAY.